# Chronologie de la politique internationale française de 1814 à 1914

## Restauration et Sainte-Alliance, 1814-1830
1814
- 30 mai : premier traité de Paris et restauration des Bourbon (Louis XVIII). La France perd ses conquêtes des guerres de la Révolution et de l'Empire mais recouvre une partie de son empire colonial.

1815
- Du 10 mars au 8 juillet : Cent-Jours de Napoléon ; Louis XVIII  est exilé à Gand mais son ministre Talleyrand représente toujours la France au congrès de Vienne.
- 9 juin : acte final du congrès de Vienne.
- 18 juin : bataille de Waterloo
- 26 septembre : Sainte-Alliance entre les monarchies victorieuses de Napoléon.
- 20 novembre : second traité de Paris. Droit d'intervention en cas d'insurrection menaçant l'ordre des États. Renouvellement du traité de Chaumont de 1814.

1818
- octobre : congrès d'Aix-la-Chapelle, accord de retrait des troupes étrangères et liquidation de l'indemnité de guerre.
- 30 novembre : évacuation mettant fin à l'occupation de la France.

1821
- Janvier-février : congrès de Laybach.

1822
- 20 octobre : ouverture du congrès de Vérone.

1823
- Avril-novembre : expédition d'Espagne menée par la France pour le compte de la Sainte Alliance afin de restaurer le pouvoir absolu de Ferdinand VII.

1825
- Reconnaissance de l'indépendance d'Haïti qui doit verser une lourde indemnité aux anciens colons.

1827 :
- Intervention de la France dans la guerre d'indépendance grecque.
- 20 octobre : bataille de Navarin.

1828
- Septembre : expédition de Morée.

1829
- 14 septembre : traité d'Andrinople reconnaissant l'indépendance de la République grecque.

1830
- Expédition d'Alger et début de la conquête de l'Algérie par la France.
- 5 juillet : prise d'Alger.

## Monarchie de Juillet, 1830-1848
1830
- 27-28-29 juillet : insurrection parisienne des Trois Glorieuses, chute de Charles X. Le gouvernement de Louis-Philippe d'Orléans, proclamé roi des Français, affiche ses intentions pacifiques.
- 25 août : insurrection belge contre le royaume uni des Pays-Bas (Belgique et Hollande).
- Novembre 1830 - septembre 1831 : insurrection polonaise contre l'Empire russe, non-intervention française.

1831
- 20 janvier : congrès de Londres et traité des XXIV articles garantissant la neutralité de la Belgique.
- 2 février : le duc de Nemours est élu roi des Belges mais décline l’offre face à la protestation britannique.
- Août : intervention française en Belgique face aux forces hollandaises (campagne des Dix-Jours).

1832
- 23 février : occupation d’Ancône par les Français (crise italienne de 1832-1838) pour mettre fin à une révolte dans les États pontificaux.
- 23 décembre : prise d'Anvers par les Français mettant fin à la guerre d'indépendance belge.

1834
- 22 avril : Quadruple-Alliance réunissant Royaume-Uni, France, Espagne, Portugal.

1837
- 30 mai : traité de Tafna avec Abd El-Kader.
- 13 octobre : prise de Constantine.

1837-1838 :
- Neutralité française lors de l'insurrection canadienne contre le Royaume-Uni.

1838-1839
- Blocus du Mexique.

1840
- 15 juillet : traité de Londres (sans la France) réglant le conflit entre Méhémet Ali, pacha d'Égypte, et l'Empire ottoman.
- Crise du Rhin entre la France et la Confédération germanique.

1841
- 15 juillet : convention des Détroits garantissant la neutralité du Bosphore et des Dardanelles et règlement de la question d’Égypte.

1842
- Septembre : protectorat sur le royaume de Tahiti.

1843
- 16 mai : prise de la smala d’Abd El-Kader.
- 2 septembre : entretien de la reine Victoria du Royaume-Uni avec Louis-Philippe en France.

1844
- 1er août : bombardement de Tanger par l’escadre de François d'Orléans, prince de Joinville.
- 14 août : bataille d'Isly, victoire de Bugeaud sur les Marocains.

1845
- 27 janvier : la chambre vote l’indemnité mettant fin à l'affaire Pritchard à Tahiti.

1846
- Août-octobre : affaire des mariages espagnols (crise de succession d'Espagne)

1847
- 23 octobre : reddition d’Abd El-Kader.

## Deuxième République, 1848-1852
1848 :
- 22-23-24 février : révolution française de 1848, chute de Louis-Philippe.
- Lamartine déclare : « La proclamation de la République française n'est un acte d'agression contre aucune forme de gouvernement dans le monde ».
- 6 mars et 27 avril : abolition de l'esclavage (principe puis décret)
- Révolutions de 1848 à travers l’Europe.

1849
- Avril : expédition de Rome pour mettre fin à la République romaine et rétablir le pouvoir temporel du pape.

## Second Empire, 1852-1870
1852
- 9 octobre : le président Louis-Napoléon Bonaparte, devenu l'empereur Napoléon III, déclare : « Par esprit de défiance, certaines personnes se disent : L’Empire, c’est la guerre ; moi je dis : L’Empire, c’est la paix. »

1853
- Mars : affaire des lieux saints, la France et la Russie se disputent le contrôle des sanctuaires chrétiens de Palestine ottomane.
- Juin : Flotte française aux Dardanelles.

1854 :
- 27 mars : déclaration de guerre à la Russie (guerre de Crimée).
- 20 septembre : bataille de l'Alma.

1855
- 26 janvier : alliance entre France, Royaume-Uni et Piémont-Sardaigne.
- 11 septembre : capitulation de la place russe de Sébastopol.

1856
- 26 février-30 mars : congrès de Paris.

1857 
- Décembre : début de l’intervention franco-britannique en Chine, seconde guerre de l'Opium.

1858
- 24 juin : création d’un ministère de l’Algérie.
- 21 juillet : entrevue de Plombières entre Napoléon III et le ministre sarde Cavour
- été : conférence de Paris sur les principautés roumaines.

1859
- 23 janvier : alliance entre la France et le Piémont-Sardaigne.
- 18 février : occupation de Saïgon par les Français.
- 3 mai : déclaration de guerre à l’empire d'Autriche.
- 24 juin : bataille de Solférino.
- 10 novembre : traité de Zurich qui met fin à la campagne d'Italie.

1860
- Rétablissement du gouvernement général de l’Algérie.
- 24 mars : traité de Turin cédant le comté de Nice et le duché de Savoie à la France sous réserve d’approbation des populations.
- Juillet : expédition française en Syrie.

1861
- 21 juillet : accord entre la France et l'Espagne sur les dettes mexicaines.

1862
- 5 mai : début de l'expédition du Mexique (1861-1867) visant à établir Maximilien d'Autriche comme empereur.
- 5 juin : l’Annam cède la Cochinchine à la France.

1863
- 11 avril : protectorat français sur le Cambodge.

1865
- Octobre : les États-Unis demandent le retrait des troupes françaises du Mexique.
- Octobre : entrevue entre Napoléon III et le chancelier prussien Bismarck à Biarritz. Bismarck obtient la neutralité de la France dans les affaires de la Confédération germanique.

1866
- 12 juin : convention franco-autrichienne sur la Vénétie.
- Neutralité française dans la guerre austro-prussienne.
- 3 juillet : l'armée prussienne  écrase l'armée autrichienne à la bataille de Sadowa
- 5 août : Napoléon III demande à Bismarck des compensations en Rhénanie, qualifiées par Bismarck de «  politique des pourboires ». Refus.
- 20 août : Napoléon III demande des compensations en Belgique et Luxembourg. Refus de Bismarck.

1867
- Février : Napoléon III rappelle ses troupes du Mexique.
- 19 juin : exécution de Maximilien, empereur du Mexique
- 3 novembre : bataille de Mentana, les Français empêchent une nouvelle tentative de Garibaldi pour s'emparer de Rome.

1868
- Vacance du trône espagnol, la proposition d’un prince allemand entraîne une forte opposition française.

1870
- 13 juillet : dépêche d'Ems, Bismarck remanie une réponse diplomatique pour infliger une humiliation à la France.
- 19 juillet : l'indignation du parlement et d'une partie de l'opinion amène Napoléon III à déclarer la guerre à la Prusse. Guerre franco-prussienne de 1870.
- 2 août : la France annonce le retrait de ses troupes de Rome, permettant au royaume d'Italie d'annexer les États pontificaux le 2 octobre.
- 30 août-2 septembre : bataille de Sedan, défaite française, Napoléon III est prisonnier de guerre.

## Troisième République de 1870 à 1890
- 4 septembre : manifestation à Paris, chute de l’Empire et proclamation de la République, gouvernement provisoire de 1870, dit « de la défense nationale ».
- Septembre-octobre : mission diplomatique d'Adolphe Thiers pour solliciter des alliances (Royaume-Uni, Russie, Autriche, Italie). Échec.
- 19 septembre : début du siège de Paris, le gouvernement français se réfugie à Tours.
- 27 octobre : capitulation de Metz.

1871
- 15 janvier : fondation de l’Empire allemand à Versailles
- 28 janvier : capitulation de Paris.
- 26 février : préliminaire de paix signés à Versailles
- 10 mai : traité de Francfort, perte de l’Alsace et d’une partie de la Lorraine
- 18 mars-28 mai : l'insurrection de la Commune de Paris, qui refusait le traité de Francfort, est écrasée par les troupes gouvernementales (« Versaillais ») soutenues indirectement par la Prusse.

1872
- 29 juin : convention prévoyant l’évacuation des départements occupés.

1873
- 15 mars : convention d’évacuation.
- 24 mai : démission de Thiers. Élection de Mac-Mahon à la présidence de la République
- 16 septembre : libération du territoire.
- Prise de Hanoï sur les Pavillons noirs chinois.

1874
- 15 mars : protectorat du Tonkin.

1875
- le Royaume-Uni achète aux khédives d’Égypte ses actions du canal de Suez, devient propriétaire avec la France

1876
- Condominium franco-britannique en Égypte.

1878
- 13 juin - 13 juillet : congrès de Berlin sur la question des Balkans, dominé par l'Allemagne et le Royaume-Uni.

1880
- Fondation de la Compagnie du canal de Panama
- Annexion de Tahiti.

1881
- Conquête de la régence de Tunis qui devient un protectorat français le 12 mai.
- Guerre franco-chinoise pour l’Annam.

1882
- Crise financière internationale, d'origine française.

1883
- La France est évincée du condominium franco-britannique d’Égypte
- 23 août : protectorat français sur l’Annam

1884
- Guerre franco-chinoise pour l’Annam.

1885
- 6 février : fin de la conférence de Berlin, partage de l'Afrique entre les puissances européennes.
- 9 juin : traité de Tien-Tsin, la Chine renonce à l’Annam.
- Chemin de fer de Dakar à Saint-Louis (Sénégal).

1887
- Affaire Schnaebelé, crise diplomatique franco-allemande.
- Gouvernement général d'Indochine

1888
- 10 décembre : premier emprunt russe émis sur la place de Paris.
- 14 décembre : faillite de la compagnie de Panama.

1889
- Exposition universelle.

## Troisième république de 1890 à 1914
1892
- 18 août : convention militaire franco-russe.

1894
- Gouvernement général de l’Afrique-Occidentale française (AOF) créée.

1895
- 1er octobre : protectorat sur Madagascar.

1897
- Début de la construction du chemin de fer de Djibouti à Addis-Abeba achevé en 1917.
- Gouvernement général de Madagascar.
- 1897-1898 : participation française à l'Escadron international naval lors de la révolte crétoise contre les Ottomans.

1898
- Théophile Delcassé, ministre des affaires étrangères.
- 10 juillet : le colonel Marchand conduit une expédition à Fachoda dans le Soudan anglo-égyptien.
- 4 novembre : crise de Fachoda s'achevant par une réconciliation franco-britannique.

1899
- 9 août : convention secrète franco-russe.

1900
- Mai-septembre : participation de la France à l'expédition internationale en Chine contre les rebelles Boxers.

1902
- 30 juin : accord secret franco-italien.

1904
- 8 avril : Entente cordiale avec le Royaume-Uni.

1906
- janvier-avril : conférence d'Algésiras réglant la première crise marocaine.

1908
- Gouvernement général de l’Afrique-Équatoriale française (AEF) créé.

1909
- 9 février : accord franco-allemand sur le Maroc.

1911
- 1er juillet : déploiement allemand dans les eaux marocaines ouvrant la seconde crise marocaine.
- 4 novembre : convention franco-allemande, règlement des désaccords sur le Maroc et le Congo.

1912
- 30 mars : traité de protectorat français sur le Maroc.

1914 
- 28 juin : attentat de Sarajevo.
- Crise de juillet :
  - 28 juillet : déclaration de guerre de l'Autriche-Hongrie à la Serbie.
  - 31 juillet : ultimatum allemand à la Russie et à la France.
  - 31 juillet : mobilisation générale russe.
  - 1er août : déclaration de guerre de l'Allemagne à la Russie.
  - 1er août : mobilisation générale en Allemagne et en France.
  - 3 août : déclaration de guerre de l'Allemagne à la France.

## Sources
- J. Delorme, Les Grandes Dates du XIXe siècle, Paris, PUF, coll. « Que sais-je ? », no 1192, 1re édition, 1985, 9e en 1998.
- Dominique Barjot, Jean-Pierre Chaline et André Encrevé, La France au XIXe siècle 1814-1915, Paris, PUF, 1re édition en 1995, 5e 2002.